# Shandon Anderson
Shandon Rodriguez Anderson (Atlanta, 31 dicembre 1973) è un ex cestista statunitense, professionista nella NBA.
È il fratello di Willie Anderson.

## Carriera
stato selezionato dagli Utah Jazz al secondo giro del Draft NBA 1996 (54ª scelta assoluta).

## Statistiche

### College
| Anno      | Squadra          | PG  | PT | MP   | TC%  | 3P%  | TL%  | RP  | AP  | PRP | SP  | PP   |
| --------- | ---------------- | --- | -- | ---- | ---- | ---- | ---- | --- | --- | --- | --- | ---- |
| 1992-1993 | Georgia Bulldogs | 29  | 0  | 19,1 | 49,3 | 34,6 | 61,0 | 3,6 | 1,5 | 1,8 | 0,2 | 9,3  |
| 1993-1994 | Georgia Bulldogs | 30  | 30 | 28,6 | 48,5 | 17,6 | 66,0 | 5,6 | 3,8 | 2,0 | 0,3 | 13,8 |
| 1994-1995 | Georgia Bulldogs | 28  | 28 | 30,8 | 47,3 | 32,1 | 58,9 | 5,2 | 3,0 | 1,6 | 0,3 | 13,3 |
| 1995-1996 | Georgia Bulldogs | 31  | 31 | 28,3 | 53,8 | 30,8 | 65,7 | 5,5 | 2,7 | 1,8 | 0,5 | 14,9 |
| Carriera  | Carriera         | 118 | 89 | 26,7 | 49,8 | 29,1 | 63,4 | 5,0 | 2,7 | 1,8 | 0,3 | 12,9 |

### NBA

#### Regular Season
| Anno       | Squadra         | PG  | PT  | MP   | TC%  | 3P%  | TL%  | RP  | AP  | PRP | SP  | PP   |
| ---------- | --------------- | --- | --- | ---- | ---- | ---- | ---- | --- | --- | --- | --- | ---- |
| 1996-1997  | Utah Jazz       | 65  | 0   | 16,4 | 46,2 | 51,1 | 68,7 | 2,8 | 0,8 | 0,4 | 0,1 | 5,9  |
| 1997-1998  | Utah Jazz       | 82  | 2   | 19,5 | 53,8 | 21,9 | 73,5 | 2,8 | 1,1 | 0,8 | 0,2 | 8,3  |
| 1998-1999  | Utah Jazz       | 50  | 2   | 21,4 | 44,6 | 34,1 | 71,2 | 2,6 | 1,1 | 0,8 | 0,2 | 8,5  |
| 1999-2000  | Houston Rockets | 82  | 82  | 32,9 | 47,3 | 35,1 | 76,7 | 4,7 | 2,9 | 1,2 | 0,4 | 12,3 |
| 2000-2001  | Houston Rockets | 82  | 82  | 29,2 | 44,6 | 27,1 | 73,4 | 4,1 | 2,3 | 1,0 | 0,5 | 8,7  |
| 2001-2002  | N.Y. Knicks     | 82  | 6   | 19,5 | 39,9 | 27,7 | 69,2 | 3,0 | 0,9 | 0,6 | 0,2 | 5,0  |
| 2002-2003  | N.Y. Knicks     | 82  | 9   | 21,1 | 46,2 | 37,1 | 73,2 | 3,1 | 1,1 | 0,9 | 0,2 | 8,4  |
| 2003-2004  | N.Y. Knicks     | 80  | 37  | 24,7 | 42,2 | 28,1 | 76,4 | 2,8 | 1,5 | 0,9 | 0,2 | 7,9  |
| 2004-2005  | N.Y. Knicks     | 1   | 0   | 20,0 | 0,0  | 0,0  | -    | 1,0 | 0,0 | 0,0 | 0,0 | 0,0  |
| 2004-2005  | Miami Heat      | 65  | 5   | 17,7 | 45,6 | 17,9 | 81,8 | 2,9 | 1,1 | 0,6 | 0,2 | 3,9  |
| 2005-2006† | Miami Heat      | 48  | 1   | 13,3 | 42,9 | 26,3 | 72,2 | 1,7 | 0,6 | 0,4 | 0,1 | 2,6  |
| Carriera   | Carriera        | 719 | 226 | 22,2 | 45,7 | 31,6 | 73,9 | 3,1 | 1,4 | 0,8 | 0,3 | 7,4  |

#### Playoffs
| Anno     | Squadra     | PG | PT | MP   | TC%  | 3P%  | TL%  | RP  | AP  | PRP | SP  | PP  |
| -------- | ----------- | -- | -- | ---- | ---- | ---- | ---- | --- | --- | --- | --- | --- |
| 1997     | Utah Jazz   | 18 | 0  | 16,4 | 43,9 | 41,7 | 71,4 | 2,7 | 0,7 | 0,6 | 0,1 | 4,6 |
| 1998     | Utah Jazz   | 20 | 0  | 18,9 | 51,5 | 27,3 | 67,6 | 3,2 | 1,0 | 0,3 | 0,1 | 6,7 |
| 1999     | Utah Jazz   | 11 | 0  | 27,0 | 48,1 | 42,9 | 70,6 | 3,7 | 1,2 | 0,5 | 0,3 | 9,5 |
| 2004     | N.Y. Knicks | 4  | 4  | 29,3 | 25,9 | 28,6 | 50,0 | 2,3 | 2,8 | 1,0 | 0,3 | 4,3 |
| 2005     | Miami Heat  | 8  | 0  | 12,1 | 25,0 | 0,0  | 100  | 2,4 | 1,0 | 0,6 | 0,0 | 1,0 |
| 2006†    | Miami Heat  | 13 | 0  | 6,9  | 30,8 | 33,3 | 66,7 | 0,9 | 0,3 | 0,0 | 0,1 | 1,0 |
| Carriera | Carriera    | 74 | 4  | 17,2 | 44,6 | 35,4 | 69,7 | 2,6 | 0,9 | 0,4 | 0,1 | 4,9 |

## Palmarès
- Campionato NBA: 1

Miami Heat: 2006